# Пятилетка (Оренбургская область)
Пятилетка — посёлок в Первомайском районе Оренбургской области в составе Советского сельсовета.

## География
Располагается на расстоянии примерно 21 километр на север-северо-восток от районного центра посёлка Первомайский.

## История
В 1920-х годах шёл активный переселенческий процесс. Люди приезжали из самых разных краёв. Работы и земли всем хватало. Переселенцы часто оседали на новых местах, появились новые посёлки и хутора. Так в 1929 году образовался посёлок Пятилетка, основанный группой крестьян из Рязанской и Акмолинской областей под руководством К. М. Кекина. Первое лето жили в шалашах, а когда запрудили пруд, принялись за постройку саманных домов.
В 1934 году в Пятилетке жили уже 108 человек, а в 1939-м в местной школе обучалось 46 учеников. Учили их Иван Михайлович Родионов и Александра Павловна Лытонина.
Своё название посёлок получил по наименованию колхоза: «Пятилетка — в четыре года». Когда колхоз укрупнили, в названии посёлка осталось лишь первое слово популярного некогда лозунга. Колхоз в пору многочисленных реорганизаций объединился с соседним колхозом имени Крупской, а потом вошёл в состав колхоза имени Кирова («Родина»). Многие годы бригадиром местной бригады работал фронтовик, кавалер многих правительственных наград Пётр Григорьевич Гришаев.

## Население
| 2010 |
| ---- |
| 8    |

Постоянное население составляло 25 человек в 2002 году (русские 88 %), 8 в 2010 году.